# ادامو روسوسکی
ادامو روسوسکی (به لاتین: Adamów Rososki) یک روستا در لهستان است که در Gmina Chynów واقع شده‌است.

## خصوصیات
ادامو روسوسکی ۸۰ نفر جمعیت دارد.